# Santa Maria Addolorata a Tor di Quinto
Santa Maria Addolorata a Tor di Quinto är en kyrkobyggnad i Rom, helgad åt den smärtofyllda Jungfru Maria. Kyrkan är belägen vid Via Flaminia i quartiere Tor di Quinto och tillhör församlingen Preziosissimo Sangue di Nostro Signore Gesù Cristo.

## Historia
Kyrkan uppfördes åren 1919–1934 i nygotik efter ritningar av arkitekten Orlando Benedettini och ingenjören Vincenzo Ranieri för Congrégation des religieuses de Jésus-Marie, grundad av Claudine Thévenet i Lyon år 1818.
Fasaden har en portalbyggnad med kolonner. Interiören är treskeppig med absid. Glasmålningarna är ett verk av Duilio Cambellotti.